# Улав Лістель
Улав Лістель (норв. Olav Liestøl; 24 лютого 1916 — 3 квітня 2002) — норвезький гляціолог та геолог.
Народився у місті Крістіанія (тепер Осло). Син фольклориста та політика Кнута Лієстола. Виріс у місці Бломменгольм. Був членом Мілорга під час нацистської окупації Норвегії та отримав диплом Candidatus realium в Університеті Осло у 1945 році.
З 1948 року і до виходу на пенсію у 1986 році працював гляціологом у Норвезькому полярному інституті. Вважався найбільш впізнаваним норвезьким гляціологом[джерело?]. Він досліджував геологію Шпіцбергена та Антарктиди. 
Помер у квітні 2002 року. 